# Great American Beer Festival
O Great American Beer Festival (GABF) (traduzindo: Grande Festival da Cerveja Americana) é um evento anual de três dias organizada pela Brewers Association, realizado em Denver, Colorado, que ocorre no final de setembro ou início de outubro. 
Iniciado em 1982, o GABF foi criado pelo engenheiro nuclear Charlie Papazian em Boulder, Colorado e é considerado o maior festival de cerveja dos Estados Unidos.
Em 2012, o festival ocorreu de 11 a 13 de outubro. O GABF atrai visitantes do mundo todo para provar mais de 2.000 diferentes cervejas americanas. Mais de 100 juízes premiam as melhores cervejas em  83 categorias.